# ゲンナジー・アブディエンコ
ゲンナジー・アブディエンコ (ロシア語: Геннадий Валентинович Авдеенко、ローマ字:Gennadiy Valentinovich Avdeyenko、1963年11月4日-)は、ソビエト連邦(ウクライナ)の陸上競技選手。オデッサ出身。
アブディエンコは、1983年の第1回世界陸上競技選手権の男子走高跳の優勝者となるが、1984年ロサンゼルスオリンピックにはソ連が参加をボイコットしたため、出場することができなかった。その後1987年の世界陸上では自己ベストとなる2m38で銀メダルを獲得。翌年の初出場となった1988年ソウルオリンピックでは、前年の世界陸上と同じく自己ベストタイとなる2m38を出し金メダルを獲得した。

## 自己ベスト
- 走高跳　2m38　1987年9月6日

## 主な実績
| 年   | 大会                     | 場所                               | 種目   | 結果 | 記録 |
| ---- | ------------------------ | ---------------------------------- | ------ | ---- | ---- |
| 1983 | 世界陸上選手権           | ヘルシンキ(フィンランド)           | 走高跳 | 1位  | 2m32 |
| 1987 | ヨーロッパ室内陸上選手権 | リエヴァン(フランス)               | 走高跳 | 3位  | 2m36 |
| 1987 | 世界室内陸上選手権       | インディアナポリス(アメリカ合衆国) | 走高跳 | 2位  | 2m38 |
| 1987 | 世界陸上選手権           | ローマ(イタリア)                   | 走高跳 | 2位  | 2m38 |
| 1988 | オリンピック             | ソウル(韓国)                       | 走高跳 | 1位  | 2m38 |